# Teddy Bishop
Edward James "Teddy" Bishop (ur. 15 lipca 1996) – angielski piłkarz występujący na pozycji pomocnika w Ipswich Town.